# Gonczary
Gonczary – wieś w Polsce położona w województwie podlaskim, w powiecie białostockim, w gminie Michałowo.
W latach 1975–1998 miejscowość administracyjnie należała do województwa białostockiego.
Wierni prawosławni należą do parafii Podwyższenia Krzyża Świętego w Jałówce. 